# Francisco Rodríguez Torres
Francisco „Quico“ Rodríguez Torres (* 16. Februar 1957 in Puente Genil) ist ein ehemaliger spanischer Fußballspieler.

## Karriere
Rodríguez begann seine Karriere in der Jugend des CD Fuengirola, für den er in der Saison 1974/75 in der Herrenmannschaft debütierte. 1976 wechselte er zum Drittligisten Deportivo Aragón. 1977 wechselte er zu Atlético Malagueño, der zweiten Mannschaft des CD Málaga. Während der Saison 1978/79 wechselte er zum FC Jacetano.  Während der folgenden Saison wechselte er zu UD San Pedro. Im Sommer 1980 kehrte er zum CD Málaga zurück, für den er im September 1980 in der Segunda División debütierte. 1981 kehrte er zum CD Fuengirola zurück. Danach setzte er seine Laufbahn beim CD Los Boliches fort, ehe er 1992 seine Karriere beendete.